# 황견계약
황견계약(黃犬契約)은 차별대우를 교환조건으로 하는 것으로, 예를 들어 노동조합에 가입하지 않고 쟁의에도 참가하지 않거나 조합으로부터 탈퇴한다는 등의 조건을 내용으로 노동자가 개별적으로 사용자와 맺는 고용계약을 말한다. 노동자의 단결권, 단체교섭권, 단체행동권을 침해하는 것으로, 대한민국에서는 이를 부당노동행위로 규정하여 금지하고 있다.

## 같이 보기
- 노동권